# John Möllersvärd
John Mauritz Möllersvärd, född 9 juni 1864 i Kristianstad, död 8 juli 1932 under båtfärd på Mälaren på väg till Uppsala, var en svensk direktör, jägare och författare.
John Möllersvärd var son till redaktören Karl Möllersvärd som från 1874 ägde och redigerade tidningen Upsala. Han fick anställning vid redaktionen för tidningen Upsala 1883, blev efter hand kassör i AB Tidningen Upsala och var VD där 1904–1929. Möllersvärd var intresserad av sport och friluftsliv, Han var den förste svenske mästaren i skidlöpning 30 kilometer 1893 och var en av de första svenska tävlingscyklisterna. 1908–1911 var han styrelseledamot i skidfrämjandet. Främst blev han dock känd som expert på jakt och fiske. Han var intresserad av förbättrad jaktvård, och publicerade en mängd artiklar i ämnet, bland annat i tidningen Upsala. Under några år tjänstgjorde han även som sekreterare i Uppsala läns jaktvårdsförening. Möllersvärd skrev även ett antal skildringar från jaktmarker i Svealand: På uppländska jaktstigar (1917), Från älg- och rävmarker (1918), Med stövare i skogen (1920), Verklighetsbilder från skog och mark (1924), En älgjägare (1925) och Ur jägarlivet (1926). Han erhöll 1926 Svenska jägareförbundets hedersmärke i guld. Möllersvärd är begravd på Uppsala gamla kyrkogård.